# ويل فولي
ويل فولي (بالإنجليزية: Will Foley)‏ هو لاعب كرة قاعدة أمريكي، ولد في 15 نوفمبر 1855 في شيكاغو في الولايات المتحدة، وتوفي بنفس المكان في 12 نوفمبر 1916.

## وصلات خارجية
- ويل فولي على موقعبيزبول رفرنس.كوم (الدوري الرئيسي) (الإنجليزية)
- ويل فولي على موقعبيزبول رفرنس.كوم (الدوري الثانوي) (الإنجليزية)